# ریویر ورت، نیوبرانزویک
ریویر ورت، نیوبرانزویک (به انگلیسی: Rivière-Verte, New Brunswick) یک منطقهٔ مسکونی در کانادا است که در ماداواسکا واقع شده‌است. ریویر ورت ۷٫۰۰ کیلومتر مربع مساحت و ۷۴۴ نفر جمعیت دارد.